# Самміт (округ, Колорадо)
Шаблон:StateAbbr_ 39°38′08″ пн. ш. 106°06′08″ зх. д. / 39.6356° пн. ш. 106.10235° зх. д.
Округ Самміт (англ. Summit County) — округ (графство) у штаті Колорадо, США. Ідентифікатор округу 08117.

## Історія
Округ утворений 1861 року.

## Демографія
За даними перепису 
2000 року 
загальне населення округу становило 23548 осіб, зокрема міського населення було 17091, а сільського — 6457.
Серед мешканців округу чоловіків було 13697, а жінок — 9851. В окрузі було 9120 домогосподарств, 4768 родин, які мешкали в 24201 будинках.
Середній розмір родини становив 2,86.
Віковий розподіл населення поданий у таблиці:
| Стать    | До 15 років | 15-21 | 22-29 | 30-39 | 40-49 | 50-65 | 65-85 | Понад 85 |
| -------- | ----------- | ----- | ----- | ----- | ----- | ----- | ----- | -------- |
| Чоловіки | 1847        | 1352  | 3519  | 2884  | 2068  | 1574  | 435   | 18       |
| Жінки    | 1601        | 855   | 2042  | 1980  | 1811  | 1245  | 305   | 12       |

## Суміжні округи
- Гранд — північ
- Клір-Крік — схід
- Парк — південний схід
- Лейк — південний захід
- Ігл — захід

## Виноски
1. ↑  U.S. Decennial Census. United States Census Bureau. Архів оригіналу за 19 липня 2018. Процитовано 11 червня 2014.
2. ↑  Historical Census Browser. University of Virginia Library. Архів оригіналу за 11 серпня 2012. Процитовано 11 червня 2014.
3. ↑  Population of Counties by Decennial Census: 1900 to 1990. United States Census Bureau. Архів оригіналу за 31 липня 2014. Процитовано 11 червня 2014.
4. ↑  Census 2000 PHC-T-4. Ranking Tables for Counties: 1990 and 2000 (PDF). United States Census Bureau. Архів оригіналу (PDF) за 18 грудня 2014. Процитовано 11 червня 2014.
5. ↑  State & County QuickFacts. United States Census Bureau. Архів оригіналу за 20 липня 2011. Процитовано 11 червня 2014. [Архівовано 2011-08-28 у Wayback Machine.](англ.) Наведено за англійською вікіпедією.
6. ↑  American FactFinder. Бюро перепису населення США. Архів оригіналу за 26 лютого 2012. Процитовано 31 січня 2008. [Архівовано 2008-05-21 у Wayback Machine.]

| США | Це незавершена стаття з географії США. Ви можете допомогти проєкту, виправивши або дописавши її. |